# ألكسندر أبركرومبي
ألكسندر أبركرومبي (بالإنجليزية: Alexander Abercrombie)‏ هو ملحن ورياضياتي بريطاني، ولد في 1949 في لندن في المملكة المتحدة.